# Joan Mena
Joan Miquel Mena Arca, né le 24 octobre 1975, est un homme politique espagnol membre d'Esquerra Unida i Alternativa (EUiA).
Il est élu député de la circonscription de Barcelone lors des élections générales de décembre 2015.

## Biographie

### Études
Joan Miquel Mena Arca est titulaire d'une licence en philologie hispanique.

### Activités politiques
Il est conseiller municipal de Sabadell de 2007 à 2015 et député au Parlement de Catalogne de 2012 à 2015.
Le 20 décembre 2015, il est élu député pour Barcelone au Congrès des députés et réélu en 2016.